# Jeff Zucker

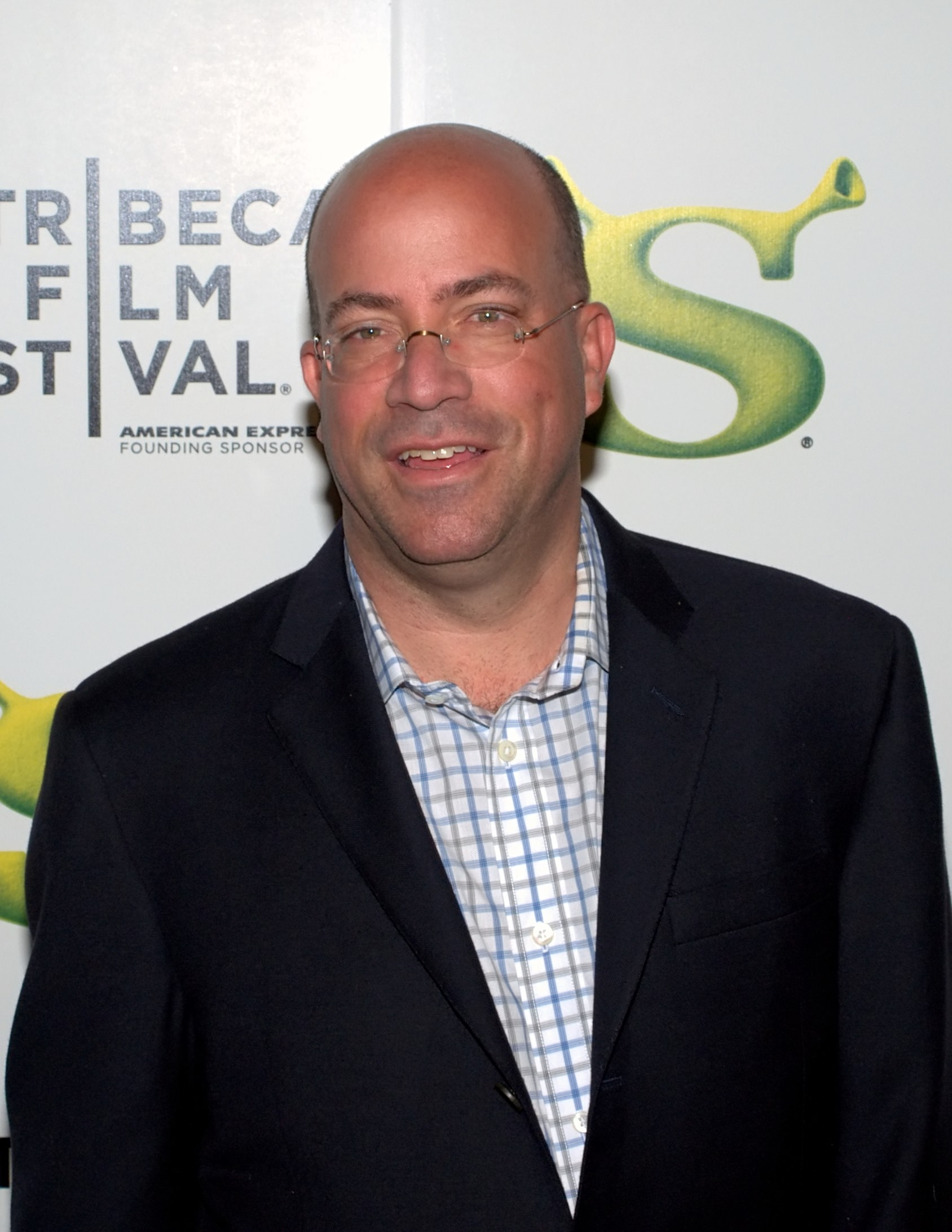
Jeff Zucker (2010)

Jeffrey „Jeff“ Zucker (* 9. April 1965) ist ein US-amerikanischer Medienmanager. Von Januar 2013 bis Februar 2022 war Zucker Präsident von CNN Worldwide. Zuvor wirkte er als Präsident von NBC Universal.

## Leben
Zucker studierte an der Universität Harvard.
Nach seinem Abschluss an der North Miami Senior High School nahm Zucker am National High School Institute-Programm der Northwestern University für Journalismus teil. Er besuchte dann die Harvard University, wo er zuletzt Präsident der Schulzeitung war. Seinen Bachelor-Abschluss schloss er in amerikanischer Geschichte ab. Nachdem Zucker ein Studium an die Harvard Law School verweigert wurde, begann er seine Karriere bei der National Broadcasting Company, trug er dort bereits 2000 den Titel NBC Entertainment's Präsident und war ab 2007 Präsident und CEO der NBCUniversal.
Im Januar 2013 folgte er Jim Walter und wurde Präsident von CNN Worldwide. Am 2. Februar 2022 musste er zurücktreten, weil er eine einvernehmliche Beziehung mit der CNN-Executive Vizepräsidentin und Marketing-Chefin Allison Gollust – vertragswidrig – nicht seinem Arbeitgeber gemeldet hatte. Nachfolger wurde Chris Licht.
2024 wurde er CEO der in London ansässigen RedBird IMI, einem Joint Venture (75/25) zwischen der International Media Investments (IMI) des Scheichs Mansour bin Zayed Al Nahyan Abu Dhabi und des langjährigen Goldman-Sachs-Partners und Mitinhabers des FC Toulouse und FC Liverpool, Gerry Cardinale mit seiner US-Firma RedBird Capital. Für RedBird IMI ist er 2024 führend beteiligt am Bieterverfahren um den Kauf des The Daily Telegraph und führt Kaufverhandlungen bei der Übernahme des größten britischen TV- und Filmproduktionsunternehmen All3Media für 1,3 Milliarden Dollar.
Seit Anfang 2024 ist Zucker über die RedBird IMI Minderheitsanteilseigner bei dem The Morning Show Produzenten Media Res.

## Privates
Er war von 1996 bis 2017 mit Caryn Nathanson verheiratet und hat mit ihr vier Kinder.